# 恋愛専科 (映画)
『恋愛専科』（れんあいせんか、原題: Rome Adventure、別題:Lovers Must Learn）は、1962年のアメリカ合衆国の恋愛映画。アーヴィング・ファインマンによる1932年の小説をデルマー・デイヴィスが製作・脚色・監督したオール・イタリアロケのロマンティック・コメディ。トロイ・ドナヒュー、アンジー・ディキンソン、スザンヌ・プレシェットが主演した。日本では1962年8月25日に公開。
トロイ・ドナヒューとスザンヌ・プレシェットは本作の共演がきっかけとなり、一時期結婚していた。

## キャスト
| 役名         | 俳優                     | 日本語吹替  | 日本語吹替   |
| 役名         | 俳優                     | NETテレビ版 | 日本テレビ版 |
| ------------ | ------------------------ | ----------- | ------------ |
| ドン         | トロイ・ドナヒュー       | 野沢那智    | 山寺宏一     |
| プルーデンス | スザンヌ・プレシェット   | 武藤礼子    | 玉川紗己子   |
| ロベルト     | ロッサノ・ブラッツィ     | 木村幌      | 堀勝之祐     |
| リダ         | アンジー・ディッキンソン | 富永美沙子  | 高畑淳子     |
| アルバート   | ハンプトン・ファンチャー | 北原隆      | 大塚芳忠     |

- NETテレビ版：初回放送1969年3月23日『日曜洋画劇場』
- 日本テレビ版：初回放送1990年1月1日『新春映画劇場』※ノーカット

## スタッフ
- 監督・脚本・製作：デルマー・デイヴィス
- 原作：アーヴィング・ファインマン
- 撮影：チャールズ・ロートン・ジュニア
- 編集：ウィリアム・H・ジーグラー
- 音楽：マックス・スタイナー

## 劇中歌
ナイトクラブのシーンでエミリオ・ペリコーリが歌ったアル・ディ・ラ は映画音楽として人気を博した。この曲は公開前年、1961年のサンレモ音楽祭においてベティ・クルティスとルチアーノ・タヨーリによって歌われ、大賞を受賞したものである。